# Karoline Gronemann
Karoline Gronemann, auch Caroline Gronemann, (* 3. Juli 1869 in Wien; † 20. August 1911 ebenda) war eine österreichische Pionierin der Frauenberufsbildung.

## Leben und Wirken

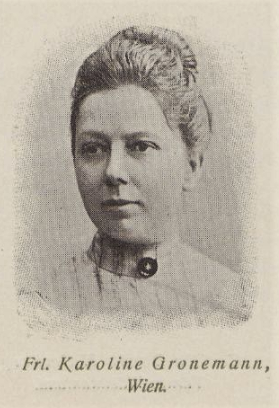
Karoline Gronemann (um 1904)

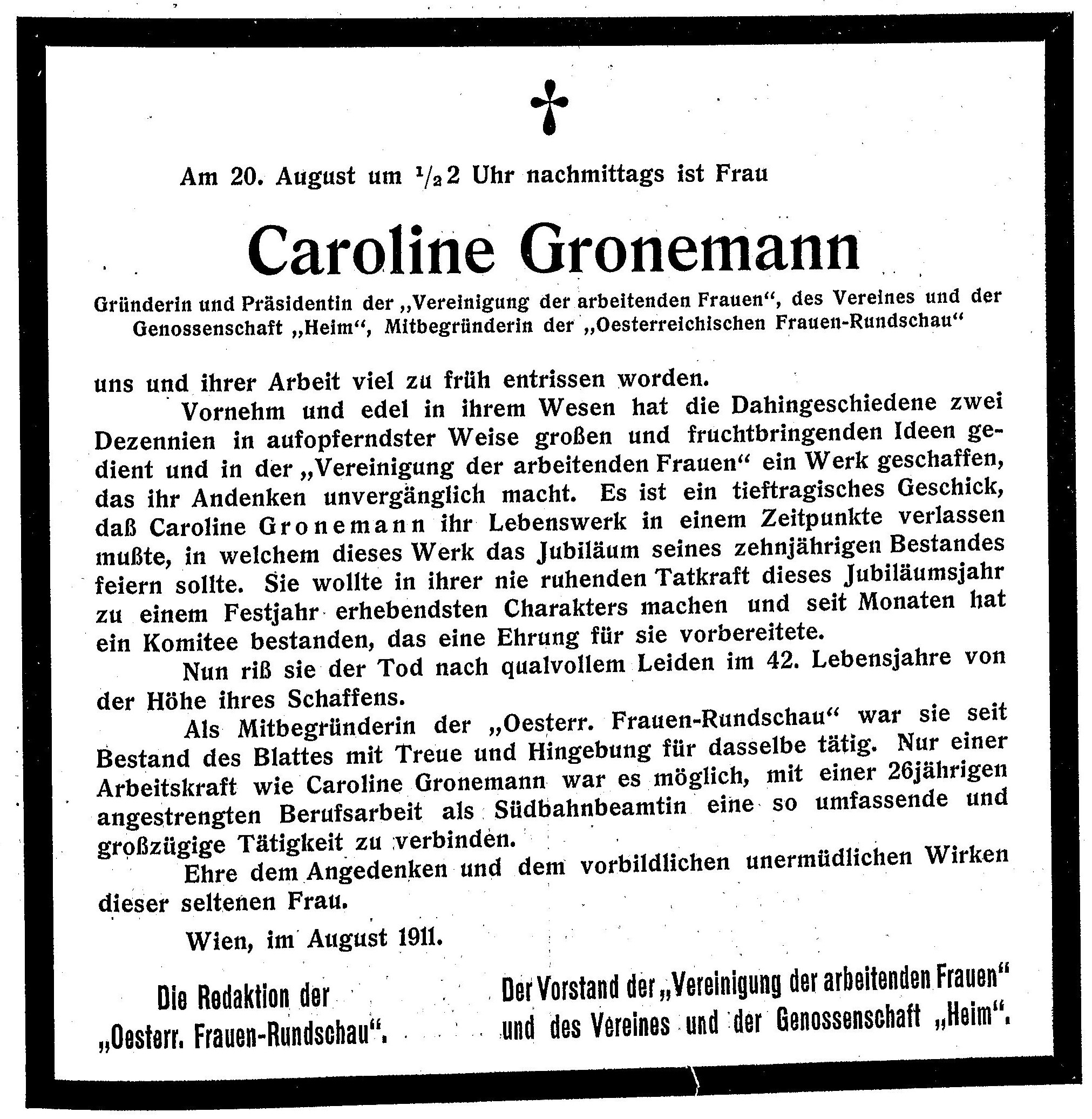
Todesanzeige für Caroline Gronemann

Karoline Gronemann trat mit 16 Jahren in den Dienst bei der Südbahndirektion in Wien. Um die „wirtschaftlich und sozial gedrückte Lage der verdienenden Mittelstandsfrauen“ sowie deren Selbstwertgefühl zu verbessern, gründete sie 1901 die „Vereinigung der arbeitenden Frauen“, die zunächst mit Abendkursen begann, 1911 jedoch bereits 50 Lehrkräfte und 1300 Schülerinnen, 2379 Mitglieder und zahlreiche Zweigvereine in anderen Hauptstädten der Monarchie hatte.
Für ihre Veröffentlichungen über die damals noch „Frauenfragen“ genannte Emanzipation schuf Gronemann mit der Österreichischen Frauenrundschau ein wirksames Organ.
Der Nachruf von Else Migerka in Der Bund, Nr. 8/1911, fasst Gronemanns Ziele folgendermaßen zusammen:
„In klarer Einsicht des Notwendigen und Erreichbaren schlug sie den rechten Weg ein. Sein Ziel war: Die Vereinigung aller Gleichstrebenden zu einem Verbande, aus dem jedem Einzelnen Macht, Kraft und Förderung erwachsen sollte, Hebung des Standesgefühles der arbeitenden Frauen und gründliche Schulung der ins Leben tretenden Jugend, die Heranziehung berufstüchtiger, zu höheren Forderungen berechtigter Frauen.“
Karoline Gronemann verstarb im 42. Lebensjahr nach „qualvollem Leiden“, wie es in der von der Österreichischen Frauenrundschau geschalteten Todesanzeige hieß. Sie wurde am 22. August 1911 auf dem Wiener Zentralfriedhof bestattet (Gruppe 35 D, Reihe 15, Nr. 3).

## Veröffentlichungen
- Caroline Gronemann (Hrsg.): Mitteilungen der „Vereinigung der arbeitenden Frauen“. Wien 1903–1937.